# SoShy
Deborah Epstein, mais conhecida pelo seu nome artístico SoShy (Paris, 14 de setembro de 1986), é uma cantora e compositora francesa. Tem descendência francesa-argentina-italiana por parte da mãe e francesa-russa-ucraniana por parte do pai.

## Carreira
Epstein escreveu "Strike the Match" para a cerimónia ECHO Music Awards, para a banda nomeada Monrose. Também escreveu "Appetite For Love" para a cantora belga Natalia, que foi incluindo no seu multi-platinado Everything & More e ainda co-escreveu "Lost Cause" para Chris Cornell no seu álbum Scream.
A cantora assinou contracto com a editora discográfica de Timbaland, Mosley Music Group, em 2009. Também participa no single "Morning After Dark" juntamente com Nelly Furtado, o primeiro do álbum de Timbaland, Shock Value 2. O single da cantora, "Dorothy" está incluindo na banda sonora da FIFA 10, e a sua canção "The Way I" está incluída na banda sonora da FIFA 06.